# Історія православної церкви
Згідно із традицією, історія християнської церкви ведеться від Ісуса Христа та апостолів. Апостоли призначили наступників, відомих як єпископи, а вони, у свою чергу, призначали інших єпископів під час процесу, відомому як Апостольська спадкоємність. З часом було створено п’ять патріархатів для організації християнського світу, і чотири з цих древніх патріархатів залишаються до сьогодні. Сьогоднішній вигляд візантійське ( а з 14-15 століття як православне) християнство набуло в пізній античності (в період з 3 по 8 століття), коли проводились Вселенські собори, вирішувались доктринальні суперечки, отці Церкви жили і писали, а візантійські практики богослужіння закріпились у їх постійної форми (включаючи літургії та основні свята Церкви).

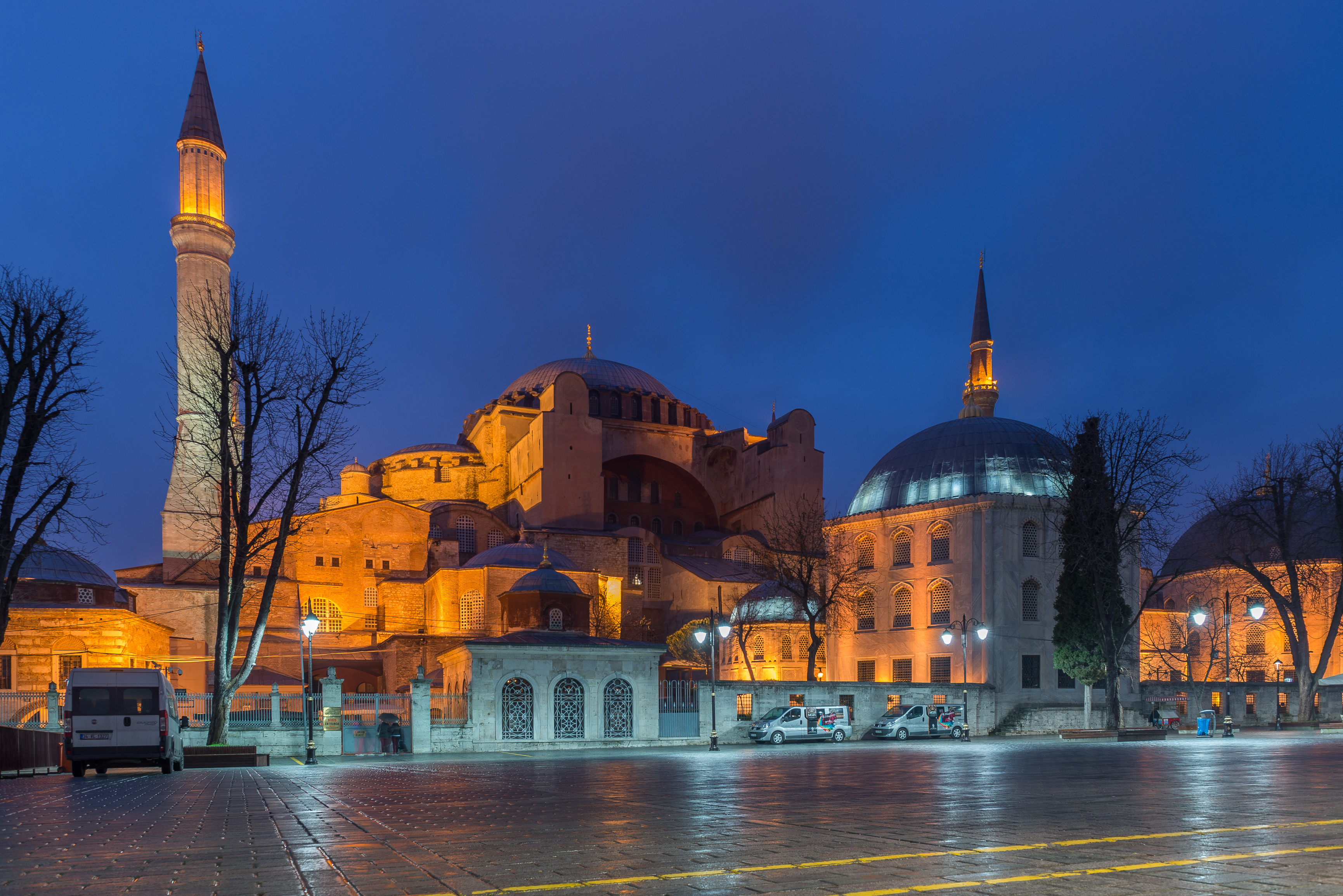
Собор Святої Софії в нічний час

У ранньому середньовіччі візантійські місіонери поширювали християнство на північ, до болгар, сербів, русів-українців та інших. Тим часом між чотирма Східними Патріархатами та Латинською церквою відбувся поступовий процес відчуження, який завершився Великим розколом у XI столітті, коли Візантійська та Латинська Церква (згодом названа Католицькою церквою) відокремилися одне від одного. У пізньому середньовіччі падіння Константинополя підвело значну частину візантійських християн світу під османською владою Туреччини. В ті часи візантійський обряд присвоїла собі московщина і називати себе православіє і поширювати це на  Русі-Україні та Московії, а також в межах Османської імперії серед християнських народів. Османська імперія занепала в XIX столітті, а народи відновили свою незалежність, тому організували низку нових автокефальних православних( візантійських) церков у Південно-Східній Європі
Православними патріархатами з найбільшою кількістю вірних у наш час є російська, українська та румунська православні церкви. Найдавнішою із православних громад, що існують сьогодні, є церкви Константинополя, Александрії, Антіохії й Єрусалиму.

## Давня історія

### Біблійна історія
Віра в існування єдиного Бога, Творця Світу, єдиної загальної Істини (Права, Правди, Закону) притаманна людям зі стародавніх часів. Ідеї про сприйняття істини як одного з проявів сущого, а сущого як Особу, Бога, Творця світу, Всевишнього і Вседержителя вперше задокументовано на Близькому Сході перед початком нашої ери, ери від Різдва Христового.
Серед прихильників різних напрямків єдинобожжя (християнство, іслам, юдаїзм та ін.) поширена також думка про те, що віра в Бога була відома вже першим людям (Адаму і Єві) і всі люди її мають на неусвідомленому рівні, тобто поява віри збігається з появою людства.
В текстах Святого Писання є вказівки на те, що віра в єдиного Бога існувала вже в часи появи праотця Авраама, тобто ще до появи єврейського народу — першої відомої всім спільноти віруючих-монотеїстів, «народу священиків».
Це було важливою подією в історії людства, оскільки лише з цього часу можна говорити про явне, систематичне і невпинне передання основ віровчення з покоління у покоління, від одних людей до інших, на той час в усному вигляді, пізніше в письмовому
В подальшому, з виникненням і поширенням у світі писемності частина св. Переказів була записана у вигляді св. Писання (Тора, Біблія, Коран, Талмуд).

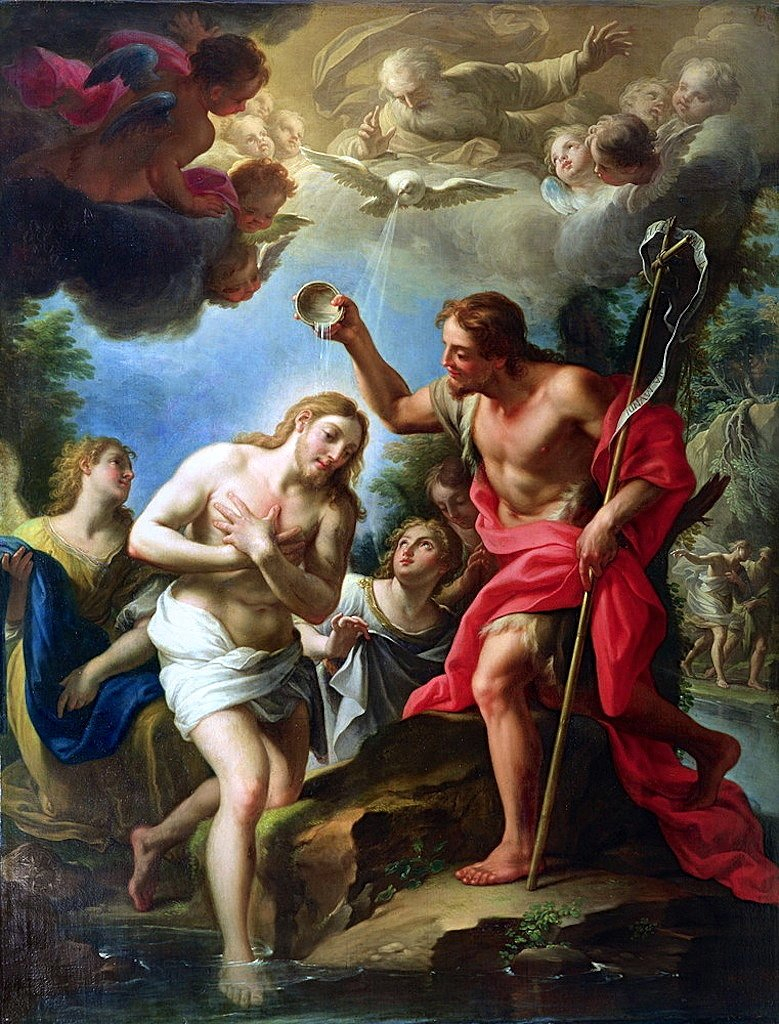
Франческо Тревізані. Хрещення Ісуса Христа

### Діяльність Ісуса Христа
Найважливішою та ключовою подією в історії єдинобожжя і особливо християнства стало народження Ісуса Христа. Ця подія стала початком розколу віруючих на три основні напрямки — віруючих в те, що це сам Бог з'явився людям, щоб їх спасти і показати їм праведний спосіб життя (переважно сучасні християни, особливо православні), віруючих в те, що Ісус був визначною людиною, вчителем людства і посланцем Божим (переважно сучасні мусульмани, також деякі християни і юдеї), а також віруючих в те, що він був святотатцем, який виступав проти стародавньої батьківської віри (переважно юдеї).
Таким чином стародавнє віровчення першої спільноти віруючих в єдиного Бога стало основою одного з найважливіших віровчень за всю історію людства— християнства, яке було засноване Ісусом Христом і його учнями і поступово поширилось по всій земній кулі. Поширенню цієї назви віровчення в Київській Русі і інших слов'янських країнах сприяло також те, що її тлумачення є багатогранним, зокрема як «правильний погляд» (відповідник грецького «ортодоксія»).

### Раннє християнство
Свята Земля, де жив і проповідував Ісус Христос входила до складу найбільшої держави того часу — Римської імперії. Вона була тісно пов'язана з Східним Середземномор'ям, де великий вплив мали грецький народ, грецька мова і культура. Тому не дивно, що досить швидко одними з перших послідовників православ'я після тогочасних євреїв стали греки. На це вказує те, що частина книг християнського Св. Писання, однієї з основ православного віровчення, були початково написані грецькою мовою. Завдяки ним нове віровчення досить швидко поширилося в усі кінці Римської імперії і здобуло численних прихильників. З часом всі книги Св. Писання були перекладені грецькою мовою за участю 70-ти єврейських мудреців, які підтвердили достовірність перекладу.
З часом прихильниками православного віровчення стали представники практично усіх народів Римської імперії. Святе Писання було перекладено такими мовами як латинська, вірменська тощо.
Поступово православне віровчення поширювалось і за межами Римської імперії. Місіонери і проповідники, які несли це віровчення направилися в усі кінці тогочасного світу. Частина з них з'явилась серед народів Західної і Східної Європи, частина — в Єгипті і Африці, а частина спрямували свій шлях у країни Близького і Далекого Сходу, у степи Причорномор'я, Середньої Азії, Індію тощо.

## Середні віки

### Православ'я в Візантійській імперії

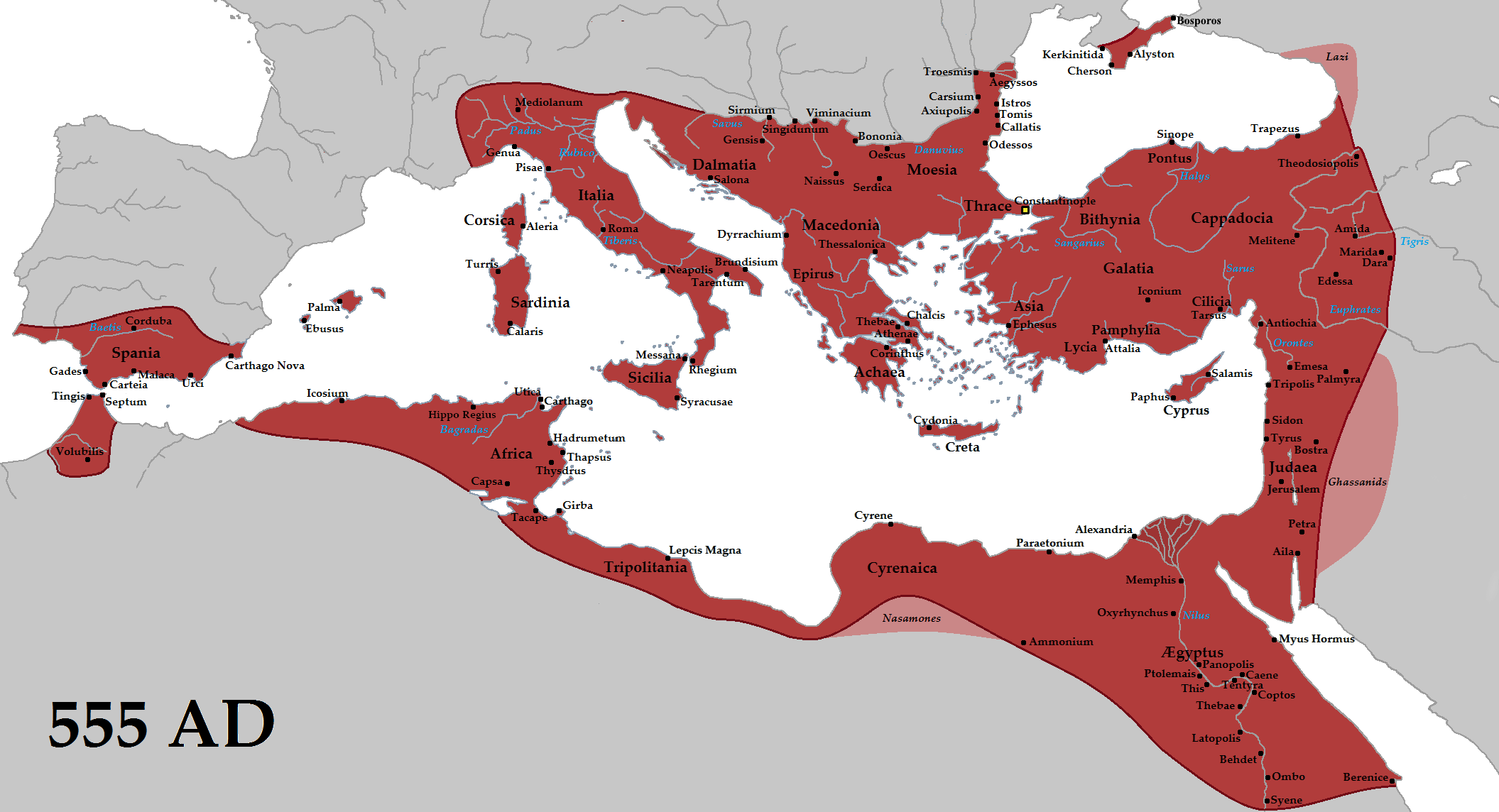
Візантійська імперія за правління імп. Юстиніана

З точки зору історії православ'я, народження Ісуса Христа знаменує нову епоху в історії людства, оскільки саме Спаситель показав людству нове, незвичне для багатьох тодішніх єдинобожників бачення Бога, його життя і діяльність стали основою для розширення вже існуючих і появи нових, християнських і православних, св. Переказу і св. Письма, а також зародження у рамках вже існуючої спільноти віруючих в єдиного Бога нової спільноти віруючих — християнської Церкви.

#### Епоха Вселенських Соборів
325 — Нікейський собор. Засуджено аріанство. Встановлено дату святкування Пасхи.
381 — Константинопольский собор. Створено Константинопольський патріархат та систему пентархії — 5 православних кафоличних патріархатів: Рим, Константинополь, Олександрія, Антіохія, Єрусалим. Визначення поняття святої Трійці.
431 — Ефеський собор. Він проголосив визнання Пресвятої Діви Марії Богородицею та засудив Несторія, який це рішення не визнав.
На IV(Халкідонському) Вселенському Собору 451 р. було засуджено монофізитство та введено правило двоперсне хресне знамення.
527—565 рр. — правління імператора Юстиніана. Найбільший розквіт Візантійської імперії.
553 р. — Другий Константинопольський собор. Осуджено єресь несторіанства.
636 р. — битва при Ярмуці. Поразка Візантії від військ арабського халіфату. Втрата Сирії та початок ісламських завоювань азійських провінцій.

#### Створення чернецтва
В візантійському Єгипті силами Антонія Великого було засновано християнське чернецтво. 305 року він заснував монастир у Фаюмі.

#### Боротьба навколо поклоніння іконам
У 730 році імператор Лев III Ісавр заборонив шанування ікон.
Однак пізніше, в 787 році, за підтримки імператриці Ірини, вдови Льва IV Хазара, Сьомий Вселенський собор все ж затвердив догмат іконопочитання і скасував рішення собору 754 року.
Нарешті в період регентства імператриці Феодори патріарх-іконоборець Іоанн VII був повалений. При зміні його на нового патріарха Мефодія в 843 році відбувся новий собор, який затвердив і схвалив всі визначення VII Вселенського собору і знову піддав іконоборців відлучення. Тоді ж було встановлено і вперше здійснений (11 березня 843 року) чин проголошення вічної пам'яті ревнителям православ'я («Торжество Православ'я»).

### Велика схизма 1054
У 11 столітті стався Великий Розкол (Схизма) між Римом і Константинополем, що призвів до розділення Церкви Заходу, тобто Римо-Католицької Церкви, та усіх Церков Сходу. З точки зору Православ'я це було відділення помісної Римської Церкви (з юрисдикцією над Західною і Центральною Європою) від Вселенського Православ'я. Існували доктринальні розбіжності, наприклад питання про філіокве та примат Папи Римського, що спричинили розкол, але більшою мірою загострили його культурні та лінгвістичні відмінності між латинською і грецькою традиціями. Через останнє, Східна і Західна частини Церкви часто перебували у конфлікті і до розколу, особливо під час періоду іконоборства та схизми Фотія.
Остаточний розрив зазвичай відносять до 1204 року, коли Четвертий хрестовий похід завоював і сплюндрував Константинополь. Грабунок хрестоносцями Собору Святої Софії та встановлення Латинської імперії задля витіснення православної Візантійської імперії викликає приховану ворожнечу і донині. Багато речей було викрадено у той період: святі мощі, скарби, та багато іншого, що й досі зберігається у різних західноєвропейських містах, особливо багато у Венеції. У 2004 році Папа Іван-Павло II висловив офіційне вибачення за грабунок Константинополя у 1204 році; вибачення було офіційно прийняте Константинопольським Патріархом Варфоломієм I.

#### Взяття Константинополя хрестоносцями
В 1204 році в ході Четвертого хрестового походу було захоплено та пограбовано столицю ромеїв. На її території було утворено Латинську імперію.

#### Падіння Константинополя
З 14 століття турки-османи почали поступово завойовувати землі православної Візантії.
1389 — Битва на Косовому полі. Підкорення Сербії.
1396 — турки остаточно завоювали Болгарію.
Намагаючись отримати підтримку Заходу в боротьбі з османами православні ієрархи погодились на обговорення можливлої унії з Римо-католицькою церквою. У 1438 році було скликано Флорентійський собор, але він не дав бажаних результатів.
У 1453 році Константинополь був захоплений Османською імперію. На цей момент Єгипет був під ісламським контролем вже сім століть, але Православ'я залишалось дуже сильним у Московській державі, де Церква невдовзі отримала автокефальний статус. Через це Москва стала називати себе «Третім Римом», підкреслюючи духовну спадкоємність від Константинополя. Втім, ця доктрина «Третього Риму» ніколи не визнавалась офіційно Російською Православною Церквою і жорстко критикувалась грецькими Церквами, вона залишається більше політичною, ніж релігійною.

### Християнізація слов'ян

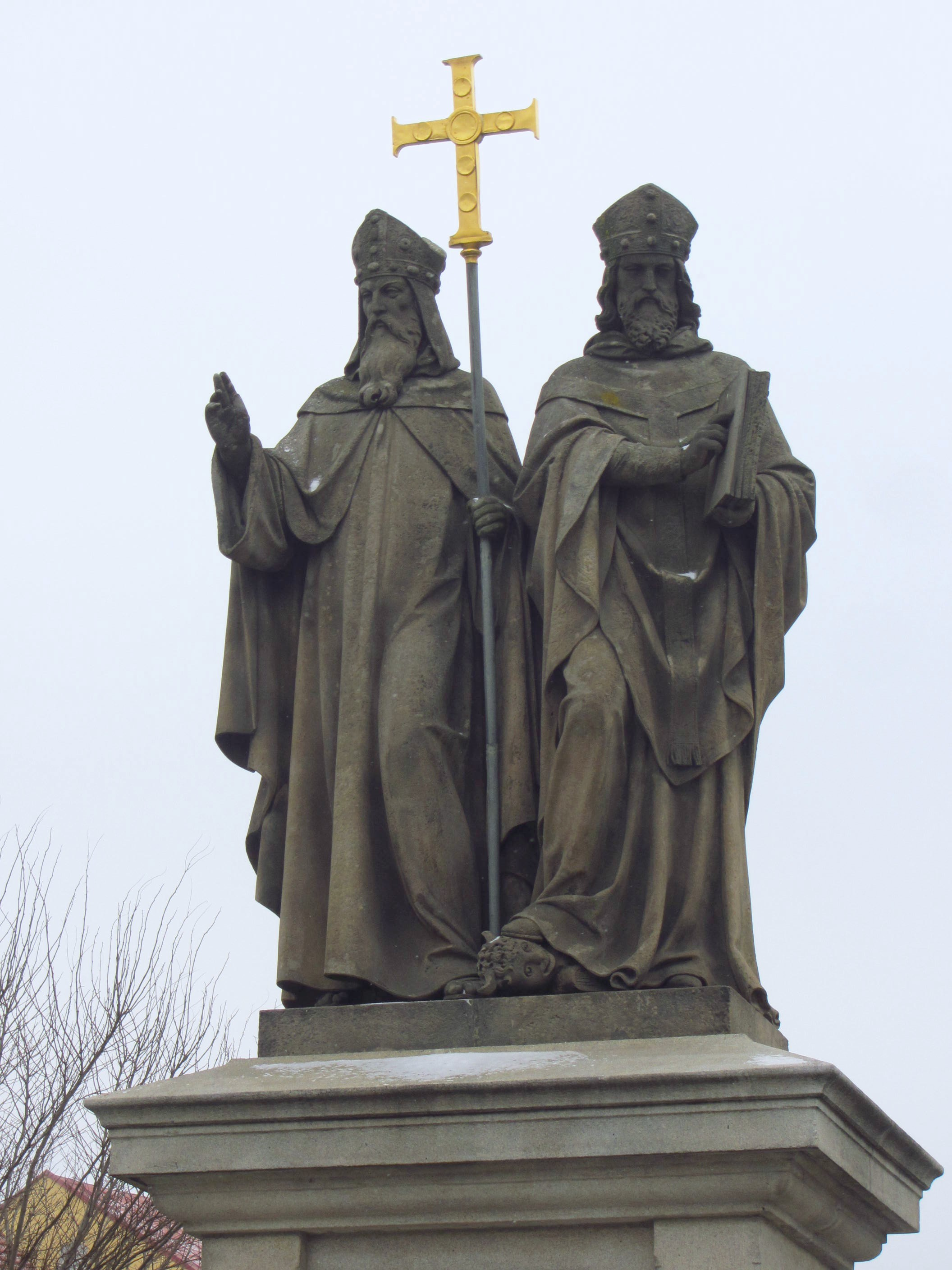
Статуя, святі Кирило і Мефодій, Тршебич, Чехія

Першими християнське віровчення прийняли представники тих слов'янських племен, які безпосередньо контактували з Римською імперією — слов'яни Балкан і Центральної Європи, зокрема сучасних земель Болгарії, Сербії, Чехії. Важливе значення мало поширення православного віровчення і початок перекладу книг Святого Писання на старослов'янську мову. Фактично ці книги поклали початок писемності і книжній освіченості у слов'ян.
862 — моравська місія Кирила і Мефодія. Винайдення слов'янського алфавіту.
865 — хрещення Першого Болгарського царства за правління Бориса I.

#### Хрещення Русі
Нова епоха у розвитку християнства почалась з визнанням православ'я офіційним віровченням Київської Русі, Великого Князівства Руського. Це віровчення дало основу для того різноплемінного (багатоетнічного) суспільства, яке виникло на цих землях і проіснувало значно довше ніж його попередники — племінні союзи під керівництвом таких племен як скіфів, сарматів, гунів, болгар, хозарів та інших племен, які існували і постійно змінювали один одного в цій місцевості.
Разом з тим варто зауважити, що християнство почало поширюватись серед жителів Русі задовго до його офіційного визнання. Це підтверджують проповіді апостола Андрія в цьому регіоні, згадки про християн скіфів, сарматів, варягів, русів, печенігів і половців. У ці часи ознакою християнина було як правило усне визнання християнського віровчення і можливо носіння символу хреста для підтвердження своєї приналежності.
У 1051 році, після повернення Антонія Печерського з Афона був заснований знаменитий Києво-Печерський монастир.

#### Православне віровчення в Монгольській імперії і Золотій Орді
Руйнування міст під час завоювання монголами Східної Європи тимчасово уповільнило розвиток і поширення православ'я. Чингізхан, який за численними свідченнями був єдинобожником і поклонявся Всевишньому у образі Вічного Неба, одною з підвалин своєї держави зробив свободу віросповідання і дав дозвіл на розвиток всіх віровчень, які визнавали єдиного Бога в тих чи інших проявах, разом з тим заповівши своїм нащадкам не схилятись до жодного з них, щоб утвердити мир у свої державі (заповіт, який вони з часом порушили, ставши мусульманами, буддистами, конфуціанцями і православними). Священнослужителі отримали захист імперської влади і звільнення від податків, можливість налагоджувати церковне господарство і будувати монастирі. В різних кінцях імперії почали розвиватись такі віровчення як буддизм, мусульманство, конфуціанство і християнство, зокрема у його східній, староруській формі.

## Ранній новий період

### Православна церква на території Османської імперії

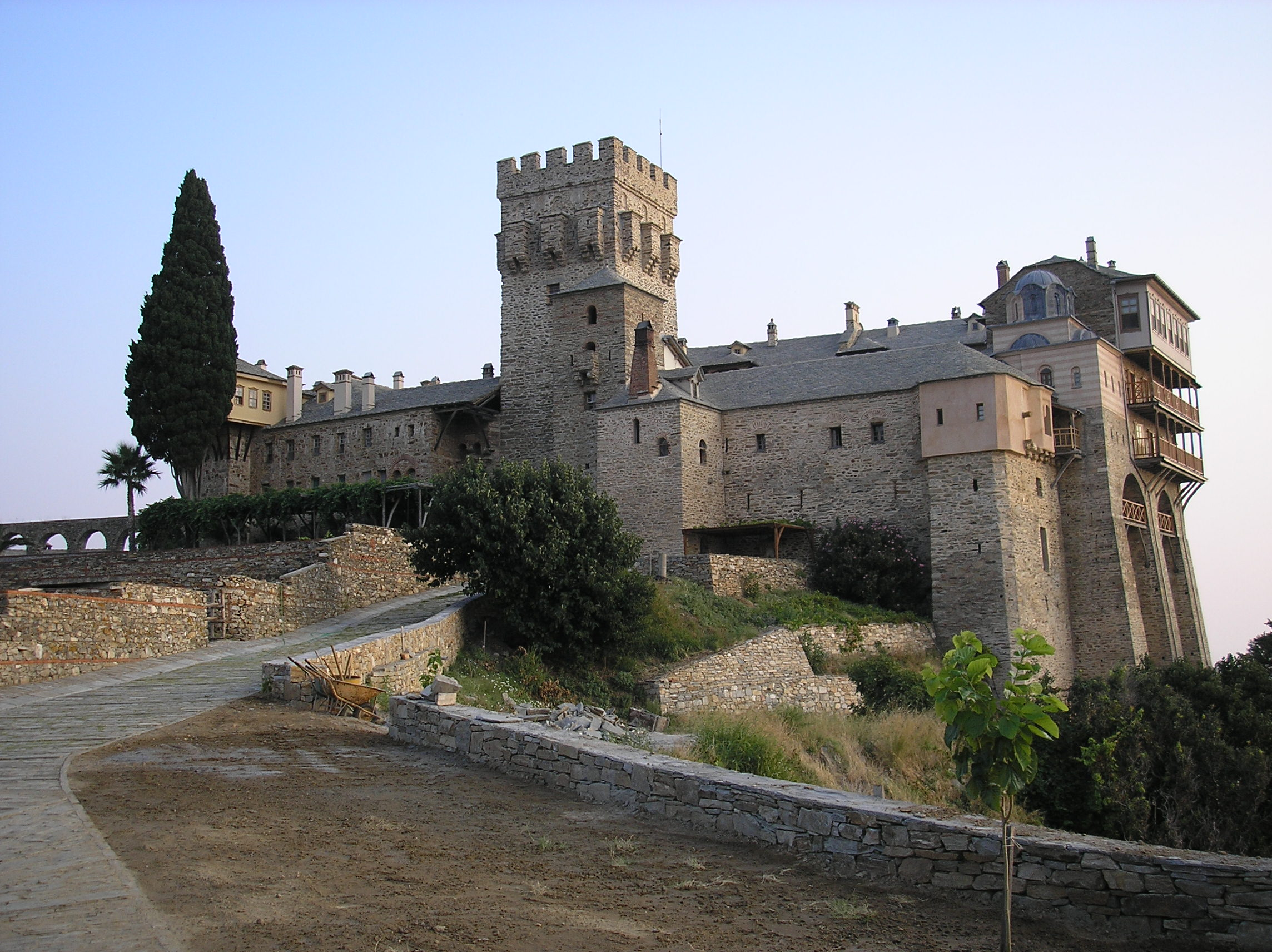
Ставронікітський монастир на Святій Горі Афон.

Під османським пануванням Православна Церква отримала істотні права як автономний міллет (millet). Вселенський патріарх отримав релігійні та адміністративні права над усією «греко-православною нацією» (османська адміністративна одиниця), що включала усі православні суб'єкти Імперії, а не лише греків. Як результат османського завоювання Візантії та Падіння Константинополя уся православна спільнота на Балканах та Близькому Сході була різко ізольована від Заходу. Протягом наступних чотирьох століть вона перебувала у ворожому ісламському світі, де Православ'я усіляко обмежувалось. Російська Православна Церква, Київська митрополія та Церкви Валахії і Молдови були єдиними частинами православної спільноти, що перебували за межами Османської імперії. Через це, відповідно до географічного обмеження, голос Православ'я не було чути під час Реформації у Європі 16 століття. Православна Церква залишалась осторонь цих суперечок, критично ставлячись до обох сторін. Втім, у 16-17 столітті відбувся діалог між Англіканською церквою і православними патріархами Сходу. Православні вітали спроби протестантів повернутися до первісної християнської віри, але твердо стояли на православних догматах і захищали Священне Передання, авторитет якого протестанти переважно не визнавали. Ці контакти з Англіканською церквою і діалог про можливе об'єднання зберігалися до середини 20 століття, коли ліберальне крило англікан остаточно витіснило консервативну «Високу Церкву» на периферію, після чого будь-які реальні перспективи об'єднання стали неможливими.

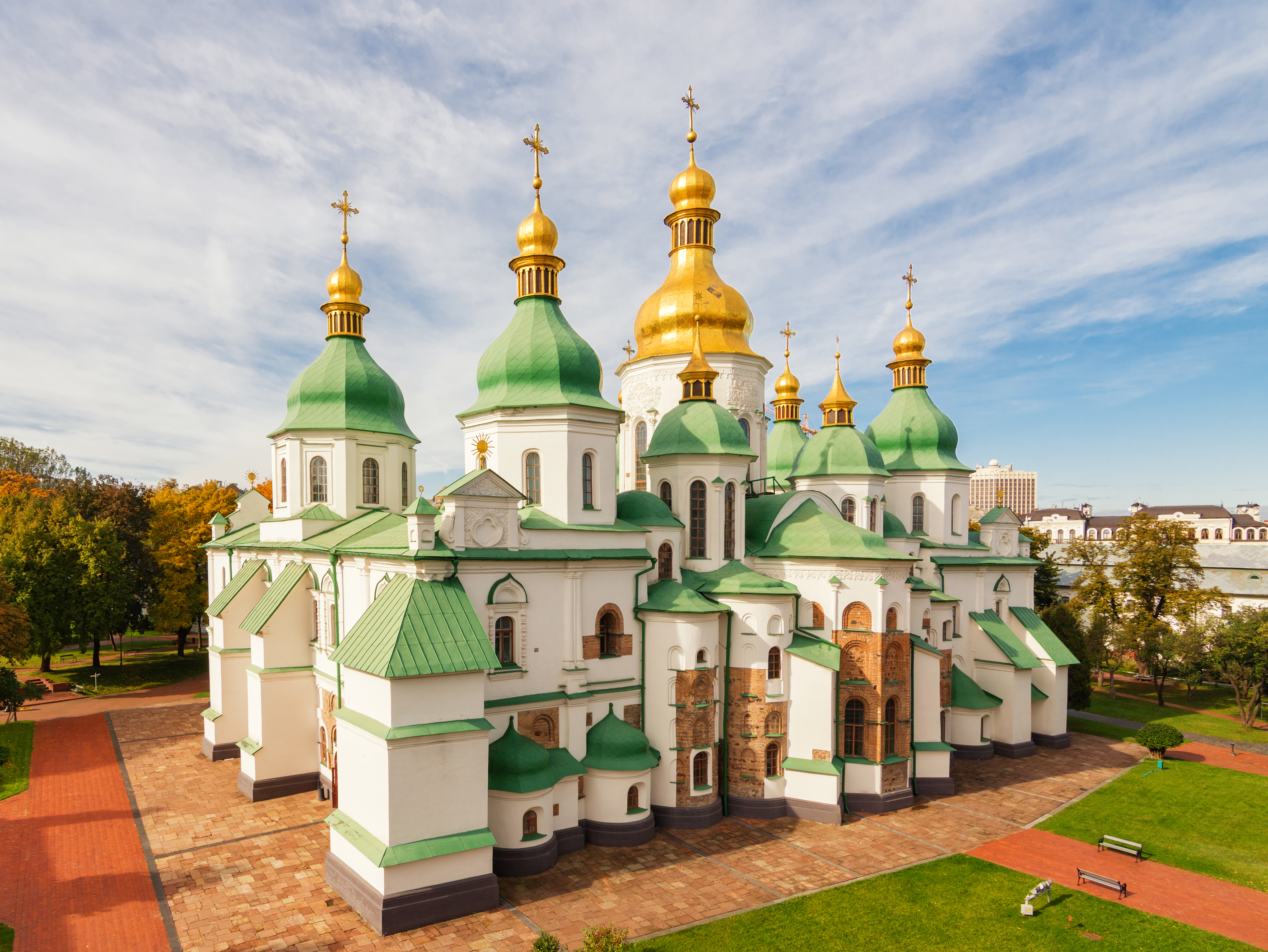
Софія Київська

### В Речі Посполитій
Після Люблінської унії 1569 року територія православної України перейшла від ВКЛ до Речі посполитої.
1596 — укладено Брестську унію.
1648 — повстання Богдана Хмельницького проти нехтування католиками прав православного населення.

### Православне віровчення в московському царстві

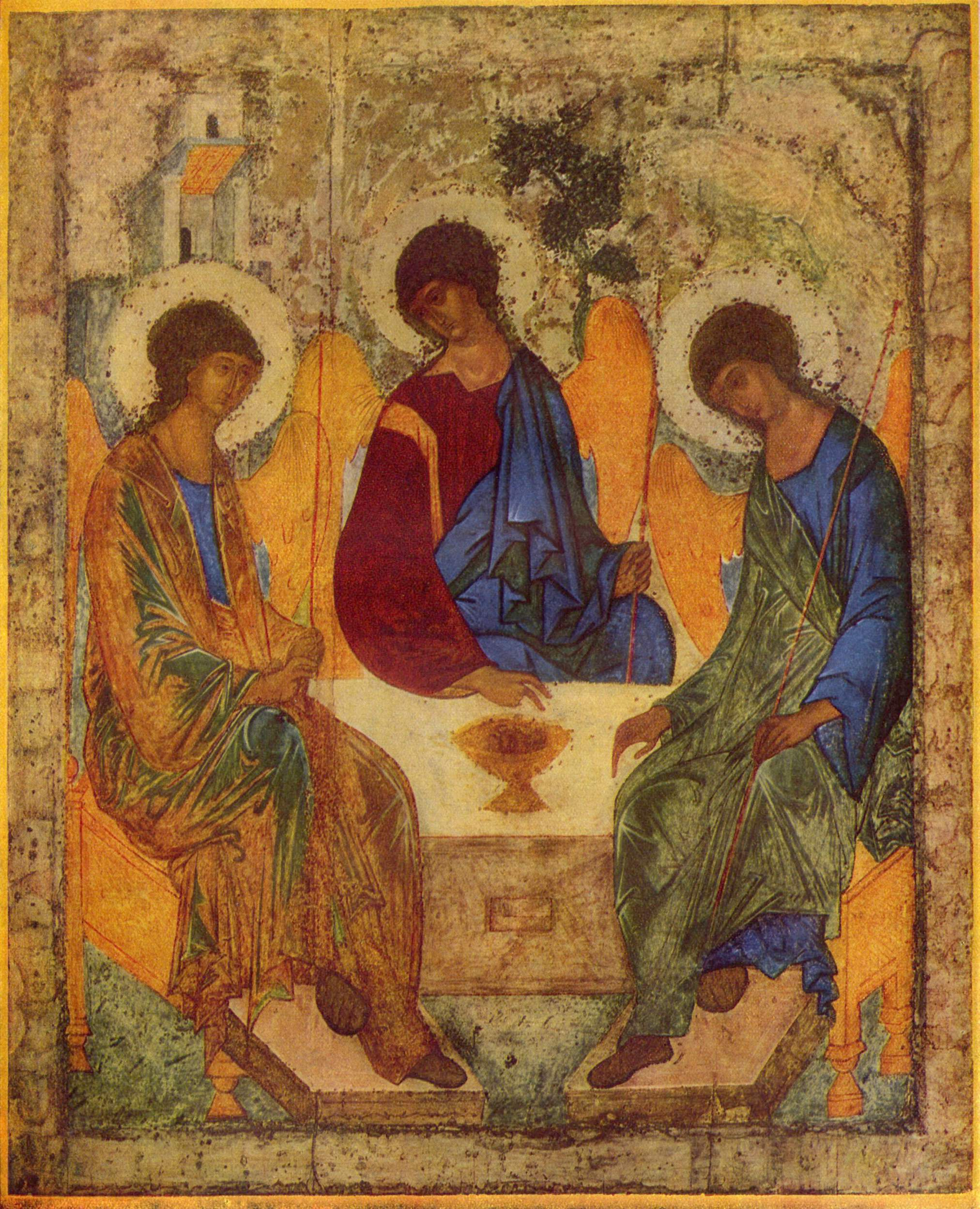
Ікона Трійця. Андрія Рубльова

Занепад і розпад Монгольської імперії, утворення на її землях нових держав був пов'язаний з наявністю численних протиріч між її складовими, які знайшли свій прояв зокрема у боротьбі віровчень — мусульманства, буддизму, конфуціанства і християнства. В результаті кожне з цих віровчень стало панівним в одних місцевостях і гнаним в інших.
Слід звернути увагу, що в той час в Європі, зокрема в Священній Римській імперії і Речі Посполитій проходили аналогічні процеси. Тому ситуація, яка в результаті склалася виглядає цілком закономірно.

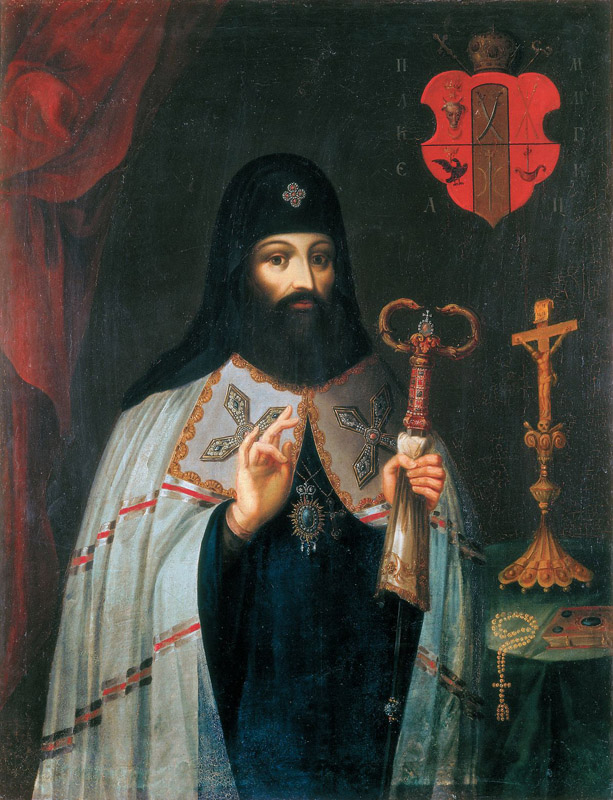
Митрополит Київський, Галицький і всієї Русі Петро Могила

З підсиленням Московського царства і занепадом земель Русі-України, розвиток православ'я на цих землях пішов дещо різними шляхами. Якщо в московії, Православ'я отримало змогу без перешкод розвиватись і стало офіційним віровченням, з усіма перевагами і недоліками цієї ситуації, в Україні в ті часи воно перетворилось на переслідуване офіційною владою віровчення простого народу.
1589 — московська церква стала патріархатом.

#### Нестяжателі[ru]таІосифляни[ru]
В XV ст. в православ'я в московському царстві розділилось на дві течії. Перша — "нестяжателі" на чолі з Нілом Сорським відстоювали самостійність церкви з опором на біле духовенство, друга — "іосифляни" на чолі з Іосифом Волоцьким обґрунтовувала союз з владою та велике монастирське землеволодіння.

#### Старообрядництво
У 1656 році на помісному соборі російської церкви всі хрестяться двома перстами (пальцями) були оголошені єретиками. Початок боротьби з старообрядництва. Рука Апостола Андрія Первозванного, пальці на якій були складені саме «троеперстием».

#### В російській імперії
До Жовтневого перевороту російська Православна Церква займала привілейований статус в російській імперії. Церква досягла значних успіхів у розвитку духовних практик, традицій духовного наставництва, у розвитку богослов'я, перекладацької діяльності, церковної архітектури, у місіонерській діяльності тощо.
За Петра І було ліквідовано патріаршество, яке московським митрополитам надав 1589 року Вселенський Патріарх Єремія II Транос після піврічного утримання у Москві в неволі 1588 року. Відтоді Священний Синод став вищим органом управління Церкви, він водночас був державним департаментом, а його керівник призначався особисто царем (за зразком Великої Британії).
Однак, окрім переваг, привілейований статус Церкви в державі наносив багато шкоди. Церква була втягнута у царські заходи з русифікації анексованих територій. Через великі землеволодіння монастирів Церква не наважувалась виступати проти кріпацтва, а деякі монастирі мали своїх кріпаків. У XIX сторіччі російська інтелігенція значною мірою секуляризується, Церква втрачає вплив. Під час Революції (Жовтневого перевороту) Церква сприймалась більшовиками як "ворог народу", як і царизм.

## Православна церква в XIX столітті

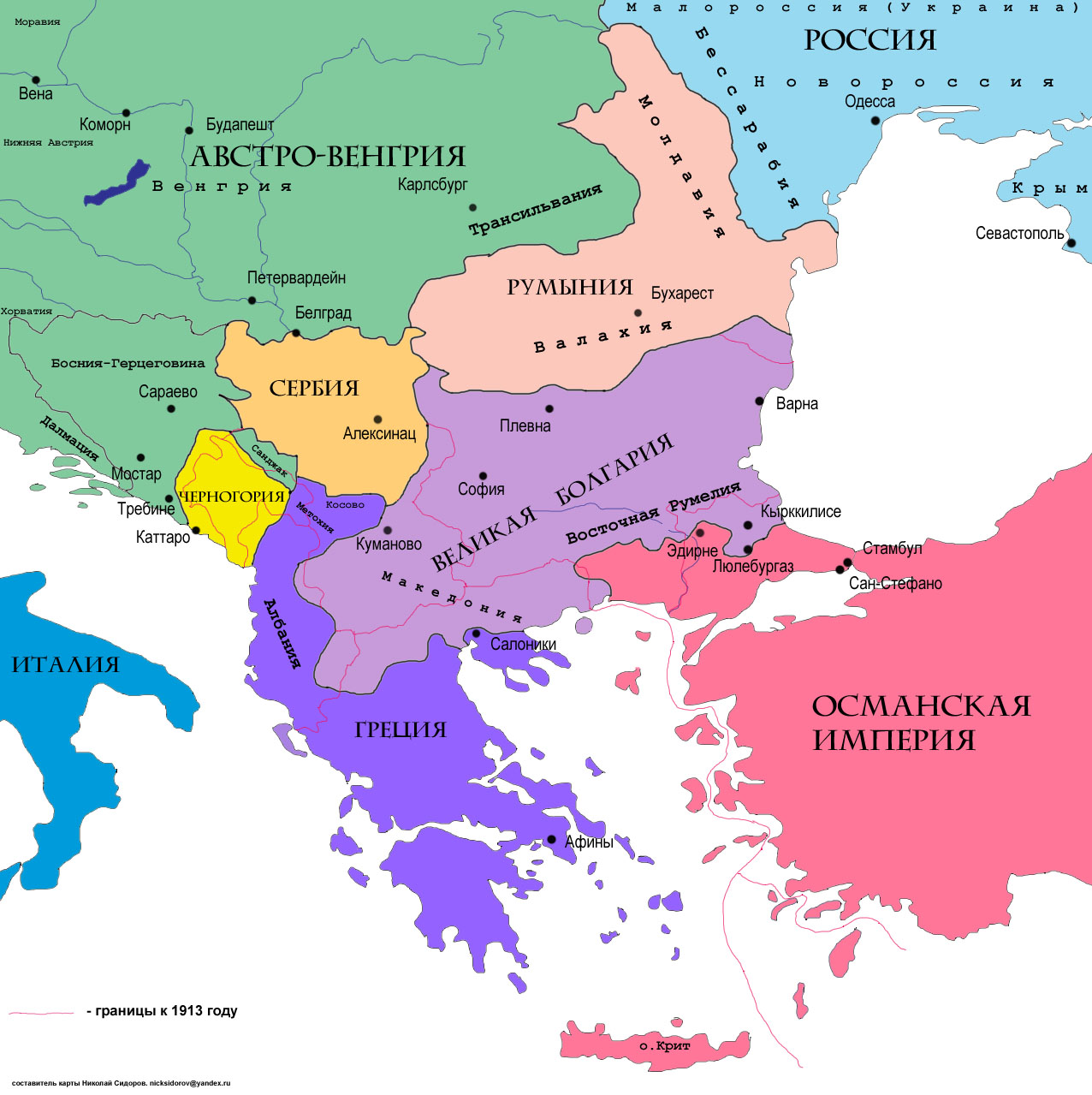
Кордони балканських держав і Росії за Сан-Стефанським мирним договором

### Нові держави на Балканах
Після отримання Грецією незалежністю в 1833 році на її території було створено Елладську православну церкву. В 1850 році її визнав Константинопольський патріархат.
Румунська Православна Церква проголосила своє самоврядування у 1865, після об'єднання князівств Валахії та Молдови в Румунській державі (1862), виділившись таким чином з Константинопольського Патріархату. Автокефалію Румунської Православної Церкви було визнано лише 25 квітня 1885.
11 травня 1872 року — було створено Болгарський патріархат. Константинополь його визнав лише після Другої Світової війни.

## Православна церква в XX столітті

### Православна церква у Турецькій республіці
Після встановлення світської Турецької республіки велика кількість православних Анатолійського півострова була різко відрізана від стосунків з урядом, особливо після обміну населенням між Грецією та Туреччиною у 1924 році. Після цього православні стали дуже дрібною релігійною меншиною у країні.

### Православне віровчення в СРСР

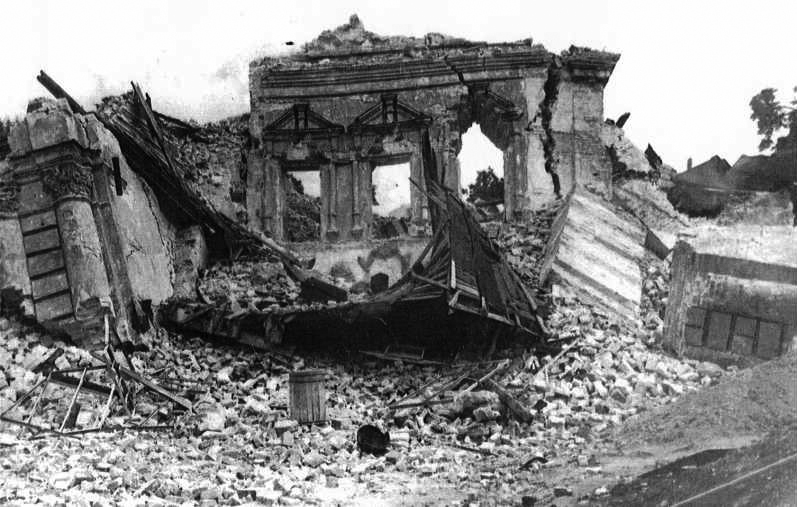
Румовища собору Михайлівського Золотоверхого монастиря після підриву 14 серпня 1937 року

Атеїзм став основною ідеологією Радянського Союзу. Будь-яка критика атеїзму суворо заборонялась і часто призводила до ув'язнення та розстрілів. Союз став першою державою, яка повністю відмежувалась від релігії. Дії проти релігій, втім, завжди враховували державні інтереси, тому найбільш організовані конфесії ніколи не були цілковито заборонені.
У перші п'ять років після революції 28 єпископів та 1200 священників було страчено. Головною мішенню антирелігійної компанії стала Православна Церква, що мала найбільшу кількість послідовників. У 1920-х та 1930-х роках майже увесь православний клір та багато віруючих були розстріляні або заслані у трудові колонії. Богословські школи були закриті і церковні публікації заборонені. Між 1927 та 1940 роками кількість православних храмів у СРСР впала з 29 584 до менш ніж 500. Між 1917 та 1935 близько 130.000 православних священників було арештовано. Серед них близько 95.000 було страчено. Окрім того, у 1922–1935 роках влада спробувала підірвати економічну основу церкви і організувала кілька кампаній з вилучення церковних коштовностей і дзвонів.
Як і вся приватна власність, церковна власність була конфіскована для державних потреб. Храми і монастирі перетворювались на склади, клуби, школи, гуртожитки, психіатричні лікарні чи, у найкращому випадку, на музеї. Лише невелика кількість приміщень була залишена церкві, але це була державна власність, просто надана у користування. Ця радянська «спадщина» зберігається і в Радянській Україні — більшість старих храмів, збудованих Церквою, досі не повернуті у її власність, а лише здаються в оренду. Радянський уряд також повністю взяв під свій контроль систему освіти, тому Церкві була заборонена будь-яка навчальна активність, окрім обмеженої кількості осіб, що навчались у семінаріях на священників. Натомість у всіх закладах освіти велась пропаганда атеїзму. Окрім проповідей під час Літургії будь-які інші настанови, євангелізація чи місіонерська діяльність були заборонені. Катехитичні курси, релігійні і недільні школи та всі релігійні публікації були незаконними. Таке продовжувалось аж до кінця комунізму у 1990 році. Це спричиняло до поширення релігійної літератури нелегальним способом — через самвидав.
Подібне відбувалось і в інших соціалістичних країнах: Албанії (де Церкву було знищено цілковито), Румунії тощо.

#### Еміграція на Захід

Мень Олександр Володимирович

Одна з найбільш історичних подій у сучасному Православ'ї — це поширення православного християнства на Захід у 20 столітті. Емігранти з Греції та Близького Сходу протягом останнього століття створили значну православну діаспору у Західній Європі, Північній та Південній Америках, Австралії. Окрім цього, більшовицький переворот і Друга світова війна змусила тисячі росіян, українців та білорусів теж виїхати на захід. Як результат, традиційні кордони Православ'я суттєво змінились. Мільйони православних вже не були географічно «східними», оскільки вони почали проживати у країнах Заходу. Незважаючи на все, вони переважно зберегли свою православну віру і традицію, а також сприяли наверненню частини місцевих жителів до Православ'я. У Сполучених Штатах існують православні парафії (і навіть єпархії) усіх православних національностей — греків, арабів, росіян, сербів, македонців, албанців, українців, румунів, болгар, і самих американців, а загальна кількість православних у країні сягає 2 % населення, тобто близько 6 мільйонів осіб.

#### Зміна політики СССР щодо церкви
У важкі для СССР роки Другої Світової війни відбулося помітна зміна політики щодо Патріаршої церкви, якій було віддано однозначну перевагу перед обновленськими структурами, визнаними з 1922 року державними органами як «Православна Російська Церква»; Московська Патріархія була визнана як єдина законна православна Церква в СРСР (за винятком Грузії) всіма іншими помісними православними Церквами.
Нова хвиля антирелігійної і антицерковної політики була ініційована в період між 1959 і 1964 роком, під час перебування на чолі СРСР Хрущова.
Починаючи з 1987 року, в рамках проведеної за Михайла Горбачова політики гласності і перебудови, почався поступовий процес передачі в користування Патріархії, єпархій та громад віруючих будівель і майна, що раніше перебували в церковному веденні, відбувалася лібералізація режиму контролю над релігійним життям і скасування обмежень діяльності релігійних об'єднань. Важливою віхою з'явився 1988 рік — рік святкування тисячоліття Хрещення Русі і проведення ювілейного помісного собору РПЦ. Було знято заборону на висвітлення релігійного життя в СРСР по телебаченню — вперше в історії Радянського Союзу люди змогли бачити прямі трансляції богослужінь по телевізору.

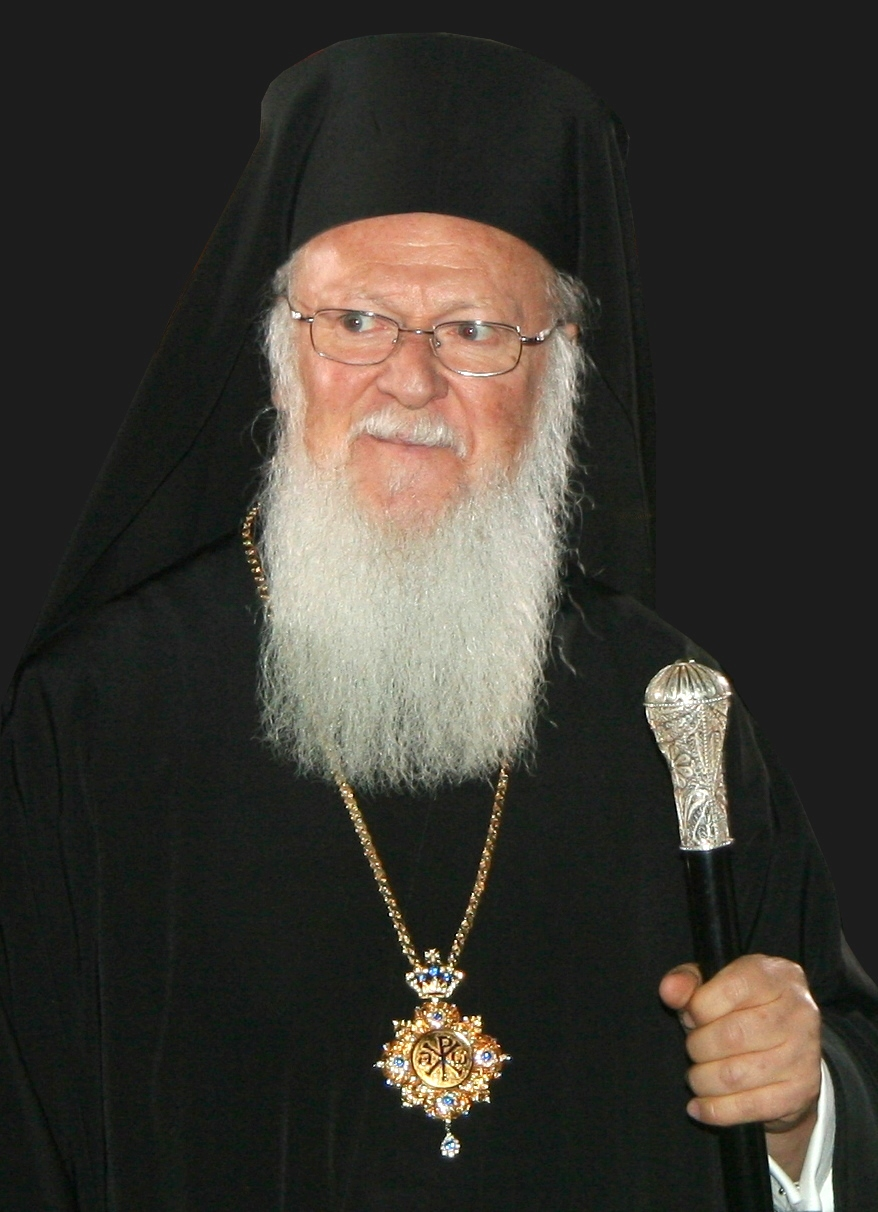
Вселенський Патріарх Варфоломій I

У 1988 році Російська православна церква мала вже 8,5 тисячі парафій і 76 єпархій на території СРСР, а також 120 зарубіжних парафій
1989 — відновлено УГКЦ. Цьому сприяла зустріч Папи Івана Павла II з главою Радянської держави Михайлом Горбачовим.

### Після розпаду Радянського союзу

#### Православне віровчення в сучасній Україні
Після отримання Україною незалежності частина правосланих церков в 1992 році виокремилась в самостійну церкву Київського патріархату. Значна частина тим часом залишилась в складі УПЦ московського патріархату.
15 грудня 2018 року було проведено Об'єднавчий собор українських православних церков в соборі Святої Софії в Києві. Учасники собору встановили статут та обрали предстоятеля єдиної помісної Православної церкви України. Ним став Митрополит Епіфаній (Думенко). Собор очолив уповноважений представник Вселенського патріархату — митрополит Еммануїл. ПЦУ отримала 15 місце в диптиху.
До складу ПЦУ увійшли УПЦ (КП), УАПЦ, частина УПЦ (мП).